# Ropa adaptada

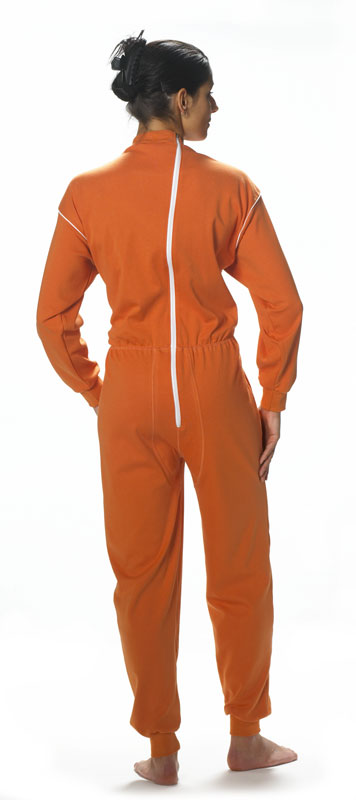
Ejemplo de ropa adaptada, para ser ocupada por personas en situación de discapacidad.

La ropa adaptada es ropa diseñada para personas con discapacidades físicas, ancianos o enfermos, que pueden experimentar dificultades para vestirse ellos mismos debido a una incapacidad para manipular cierres, del tipo de botones y cremalleras, o debido a la dificultad de realizar los movimientos requeridos para vestirse uno mismo. La ropa adaptada normalmente ofrece diseños de cierre trasero que hacen más sencillo que un individuo puede ser vestido por un cuidador. Por ejemplo, en lugar de botones y cremalleras suele utilizarse velcro para cierres de prendas de vestir.

## Necesidades especiales
La ropa adaptada sirve para atenuar los problemas derivados de afecciones como los edemas, la incontinencia o de conductas extrañas asociadas a enfermedades como el Alzheimer. Existen diferentes estilos de ropa adaptada para según qué tipo de discapacidad o dolencia del portador. Por ejemplo, si una persona que es incapaz de levantar sus brazos por encima del hombro requerirá ropa diferente a la de una persona que sufre de incontinencia. Puede ser complicado satisfacer todo tipo de necesidades; por lo que es bastante normal que se requieran los servicios de un sastre o modista profesional para ajustar la ropa prefabricada a las necesidades concretas del usuario.
La gama de productos de ropa adaptada abarca desde prendas con protección para cenar hasta pantalones y camisetas resistente al desgaste. Los chalecos de protección son el tipo más común de ropa adaptable, ya que sirven muchas funciones diferentes. Los diseños modernos tienen como objetivo dar un sentido de dignidad al usuario y se alejan de los típicos diseños de bata de antes, tratando de parecer artículos o prendas de ropa normales. 
Las prendas de ropa adaptable más comunes son los protoctores, como baberos o camisetas, pañuelos, o monos; así como pantalones de cintura elástica y chaquetones. 
Otro importante sector demográfico de la sociedad que demanda cada vez más ropa adaptada es el infantil. Las familias y la sociedad en general trata de atender a los niños con necesidades especiales, que padecen limitaciones de movimientos, alteración de destrezas, contracturas, u otros impedimentos como situaciones de alimentación por tubo, silla de ruedas, parálisis cerebral, distrofia muscular, catéteres, bolsas de colostomía, autismo o rigidez. 
Hay empresas que hacen ropa para niños con necesidades especiales utilizando las siguientes adaptaciones: costuras planas para reducir la fricción, adaptaciones discretas para que la ropa parezca normal, cierres sencillos de velcro o enganches, tejidos elásticos, asientos espaciosos para que quepan pañales de todas las edades, cierres más prolongados en la espalda que puedan accederse sin obligar a levantarse de la silla de ruedas, cinturas elásticas de mayor comodidad y facilidad para vestirse y cumplir con los estándares de seguridad y de inflamabilidad. 

## La enfermedad de Alzheimer
La demencia asociada a la enfermedad de Alzheimer a menudo lleva a los pacientes a desnudarse en momentos inadecuados. La ropa adaptada a los pacientes de Alzheimer usualmente incluye cierres traseros que hacen más difíciles de extraer los artículos de ropa si no se cuenta con la asistencia de un cuidador.

## Los edemas
El edema es una hinchazón de los pies y las piernas que puede ocasionar 
si se lleva calzado convencional. Existen zapatos adaptados con cierres sueltos, ajustables en tamaño y con velcro.

## Las incontinencias
Las personas que padecen de incontinencia requieren ropa que pueda resistir lavados reiterados. Los zapatos para personas incontinentes están diseñados para ser lavables y repelentes a la humedad.